# Synanthedon phasiaeformis
Synanthedon phasiaeformis is een vlinder uit de familie wespvlinders (Sesiidae), onderfamilie Sesiinae.
Synanthedon phasiaeformis is voor het eerst wetenschappelijk beschreven door Felder in 1861. De soort komt voor in het Oriëntaals gebied.